# Jesús Rabanal
Jesús Rabanal (Lima, 25 de diciembre de 1984) es un futbolista peruano. Juega de defensa y su equipo actual es Alianza Universidad  de la
Liga 2.

## Trayectoria

### Universitario de Deportes
Su debut oficial lo hizo el 1 de diciembre de 2004 ante Sport Boys en el Estadio Monumental por la decimonovena fecha del Torneo Clausura. Debutó bajo el mando de Luis Reyna. En el año 2006 logró clasificar a la Copa Sudamericana 2007 posteriormente también a la Copa Sudamericana 2008 donde fue titular los 2 partidos contra el Deportivo Quito. Fue uno de los habituales titulares cuando era dirigido por Ricardo Gareca. En 2009 tuvo un gran año al campeonar con Universitario de Deportes, luego de la partida de Nelinho Quina a Bélgica se consolidó como titular jugando 26 partidos, fue uno de los pilares del elenco merengue en la Copa Libertadores 2010 y Copa Sudamericana 2011 donde llegó a los cuartos de final y le anotó un gol a Vasco da Gama. Rabanal jugó 177 partidos por Universitario entre 2004 y 2011. En julio del 2011 sonó como posible refuerzo de Universidad Católica por recomendación de su excompañero en Universitario Cristián Álvarez quien lo recomendó, finalmente no se dio su traspaso. Luego su representante expresó que Charra fue ofrecido a Boca Juniors quien buscaba un suplente para Clemente Rodríguez y San Lorenzo donde fue confirmado el interés por el Turco Asad, técnico de San Lorenzo. A finales del 2011 el charra quería renovar su contrato a pesar de los problemas económicos, y dijo que no jugaría por Alianza Lima, porque se sentía identificado con el club merengue.

### Alianza Lima
Luego de quedar libre con el club merengue, era un hecho su fichaje por el Doncaster Rovers F.C., sin embargo, no obtuvo el visa correspondiente. Luego de su frustrado paso a Inglaterra fichó por Alianza Lima. Al inicio firmó por 6 meses, luego de buen rendimiento lo prolongó hasta fin de año.
Luego de su gran año en Alianza fichó por Kairat Almaty de Kazajistán. Firmó por 2 años, sin embargo nunca pudo debutar.
Firmó por todo el año 2017 por el recién ascendido Sport Rosario, consiguiendo la Copa Sudamericana 2018. Al finalizar la temporada anunció su retiro temporal del fútbol.
A inicios del 2018 llega a Unión Comercio club donde tiene un buen año jugando 26 partidos y anotando 5 goles. En el debut de la Liga 1 Perú 2019 le anota un gol a Universitario de Deportes en el empate 1-1. A final de temporada desciende de categoría.

## Selección nacional
Ha sido internacional con la selección de fútbol del Perú en 7 ocasiones. Su debut se produjo el 4 de septiembre de 2010, en un encuentro amistoso ante la selección de Canadá que finalizó con marcador de 2-0 a favor de los peruanos.

## Clubes
| Club                        | País       | Año               |
| --------------------------- | ---------- | ----------------- |
| Alianza Atlético de Sullana | Perú       | 2002 - 2003       |
| Universidad San Martín      | Perú       | 2003 - 2004       |
| Unión de Campeones          | Perú       | 2004              |
| Universitario de Deportes   | Perú       | 2004 - 2011       |
| Alianza Lima                | Perú       | 2012              |
| Kairat Almaty               | Kazajistán | 2013              |
| Universidad César Vallejo   | Perú       | 2013 - 2014       |
| Alianza Atlético de Sullana | Perú       | 2015 - 2016       |
| Sport Rosario               | Perú       | 2017 - 2018       |
| Unión Comercio              | Perú       | 2018 - 2019       |
| Carlos Stein                | Perú       | 2020              |
| Unión Huaral                | Perú       | 2021              |
| Alianza Universidad         | Perú       | 2022 - Actualidad |

## Palmarés

### Campeonatos nacionales
| Título                    | Club                      | País | Año  |
| ------------------------- | ------------------------- | ---- | ---- |
| Torneo Apertura           | Universitario de Deportes | Perú | 2008 |
| Primera División del Perú | Universitario de Deportes | Perú | 2009 |

### Copas internacionales
| Título     | Club                      | País | Año  |
| ---------- | ------------------------- | ---- | ---- |
| Copa Crema | Universitario de Deportes | Perú | 2011 |

### Distinciones individuales
| Distinción                                                                                          | Año  |
| --------------------------------------------------------------------------------------------------- | ---- |
| Incluido en el equipo ideal del Torneo de Verano de Perú según el portal periodístico DeChalaca.com | 2017 |
| Incluido en el equipo ideal del Torneo Apertura de Perú según DeChalaca.com                         | 2017 |